# Barry Morrow
Barry Morrow est un scénariste et réalisateur américain né le 12 juin 1948 à Austin (Minnesota).

## Filmographie

### Réalisateur
- 2018 : All You Ever Wished For
- Prochainement : Smitten!

### Scénariste
- 1981 : Bill (tv)
- 1983 : Bill On His Own (tv)
- 1987 : A Conspiracy of Love (tv)
- 1988 : Rain Man de Barry Levinson
- 1988 : Quiet Victory: The Charlie Wedemeyer Story de Roy Campanella II (tv)
- 1989 : The Karen Carpenter Story de Joseph Sargent (tv)
- 1991 : Christmas on Division Street de George Kaczender (tv)
- 1995 : Gospa de Jakov Sedlar
- 1996 : Race the Sun de Charles T. Kanganis
- 2003 : Milost Mora aka Mercy of the Sea de Dominik Sedlar et Jakov Sedlar
- 2013 : L'amour au jour le jour de Jeff Bleckner (tv)
- 2018 : All You Ever Wished For

### Récompense
- Oscar du meilleur scénario original (avec Ronald Bass) pour Rain Man